# Melankoli
Melankoli kommer af det græske μελαγχολία /melaŋkʰoˡlia/, μελαν- /melan/, stammen i μελάς /meˡlas/ "sort" og χολία /kʰoˡlia/, en afledning χολή /kʰoˡlē/, som betyder "galde". Det betegnede i antikken et af de fire temperamenter, tilbøjeligheden til sortsyn eller nedtrykthed. Udtrykket bruges i dag om forskellige tilstande af nedtrykthed, fx depressiv sindsstemning.

## Historie
I antikken tænkte man sig, at helbredet afhang af balance mellem de fire kropsvæsker: hjertets blod, hjernens slim, leverens gule galde og miltens sorte galde. Der findes ingen sort galde, men den blev alligevel beskrevet som «så tyk og klæbrig», at lægerne havde besvær med at tappe den. Den udsondrede sorte dampe, som steg op i hjernen og formørkede tankerne. Patienten blev bogstavelig talt en sortseer. Denne teori om menneskets helbred holdt sig levende langt ind i 1700-tallet. 
"Hvorfor er alle fremtrædende mænd melankolikere?" spurgte Aristoteles og knyttede skarpsindighed til nedtrykthed. Platon kobler i Faidros melankoli til en guddommelig inspiration, mania. Melankolikeren kunne veksle mellem lys og mørke, hvad vi i dag kalder bipolaritet. Den græske lærer Aretaeus skrev på 100-tallet e. Kr., at melankolikerne er "gnavne, nedtrykte, søvnløse...forbander livet og ønsker sig døde...Den ene tror han er en spurv, en hane eller en krukke af ler," mens andre "tror, de er et sennepsfrø, og ryster af skræk for, at blive plukket op af en høne; andre nægter at lade vandet, af skræk for at skabe oversvømmelse." 